# 吉田弘明 (実業家)

吉田 弘明（よしだ ひろあき、1980年4月7日 - ）は、日本の実業家。ピクセルカンパニーズ株式会社代表取締役社長。

## 来歴
千葉県千葉市出身。2006年3月学習院大学経済学部卒業。
2014年9月にピクセルカンパニーズ株式会社（旧ハイブリッド・サービス株式会社）代表取締役社長に就任。
M&Aや新規事業に積極的に取り組み経営再建を推進している。
再生エネルギー事業や、フィンテック関連のシステム開発などに取り組み
2020年にはリゾート開発事業やIRに参入すべくコンソーシアム組成に注力している。
2016年よりカジノゲーミングマシンの開発に取り組み、2016年、2017年、2018年にマカオで開催されたMGSエンターテイメントショーにおいては
最優秀コンテンツ賞など数々のタイトルを受賞。
2020年11月には日本版IRに向けて同社が参画するコンソーシアムが長崎県が実施する特定複合観光施設設置運営事業の
事業者公募（RFP）へ応募する方針を決定、コンソーシアムONE KYUSHUとして一次審査に応募したが落選した。

## 人物
実家は千葉市中央区にある七輪焼肉 炭屋（スミヤ）。出典1
姪の母親の叔母がゴッド姉ねえちゃん。出典2
オールインしがち。出典3
ワラントしがち。